# Shaggy/Diskografie
Diese Diskografie ist eine Übersicht über die musikalischen Werke des jamaikanischen Reggae-Musikers Shaggy. Den Quellenangaben und Schallplattenauszeichnungen zufolge hat er bisher mehr als 29,2 Millionen Tonträger verkauft, davon allein in Deutschland bis heute über zwei Millionen. Seine erfolgreichste Veröffentlichung ist das Album Hot Shot mit über neun Millionen verkauften Einheiten.

## Alben

### Studioalben
| Jahr | Titel Musiklabel                                    | Höchstplatzierung, Gesamtwochen, AuszeichnungChartplatzierungen (Jahr, Titel, Musiklabel, Platzierungen, Wochen, Auszeichnungen, Anmerkungen) | Höchstplatzierung, Gesamtwochen, AuszeichnungChartplatzierungen (Jahr, Titel, Musiklabel, Platzierungen, Wochen, Auszeichnungen, Anmerkungen) | Höchstplatzierung, Gesamtwochen, AuszeichnungChartplatzierungen (Jahr, Titel, Musiklabel, Platzierungen, Wochen, Auszeichnungen, Anmerkungen) | Höchstplatzierung, Gesamtwochen, AuszeichnungChartplatzierungen (Jahr, Titel, Musiklabel, Platzierungen, Wochen, Auszeichnungen, Anmerkungen) | Höchstplatzierung, Gesamtwochen, AuszeichnungChartplatzierungen (Jahr, Titel, Musiklabel, Platzierungen, Wochen, Auszeichnungen, Anmerkungen) | Anmerkungen                                    |
| Jahr | Titel Musiklabel                                    | DE | AT | CH | UK | US | Anmerkungen                                    |
| ---- | --------------------------------------------------- | --- | --- | --- | --- | --- | ---------------------------------------------- |
| 1993 | Pure Pleasure Virgin Records (EMI)                  | DE75 (6 Wo.)DE | AT11 (3 Wo.)AT | CH32 (2 Wo.)CH | UK67 (1 Wo.)UK | — | Erstveröffentlichung: 24. August 1993          |
| 1994 | Original Doberman Greensleeves Records (GR)         | — | — | — | — | — | Erstveröffentlichung: 14. Mai 1994             |
| 1995 | Boombastic Virgin Records (EMI)                     | DE24 (10 Wo.)DE | AT25 (7 Wo.)AT | CH35 (7 Wo.)CH | UK37 Silber · (7 Wo.)UK | US34 Platin · (37 Wo.)US | Erstveröffentlichung: 11. Juli 1995            |
| 1997 | Midnite Lover Virgin Records (EMI)                  | — | — | — | — | — | Erstveröffentlichung: 24. August 1997          |
| 2000 | Hot Shot MCA Records (UMG)                          | DE1 Platin · (28 Wo.)DE | AT2 Gold · (37 Wo.)AT | CH2 Platin · (31 Wo.)CH | UK1 ×3Dreifachplatin · (49 Wo.)UK | US1 ×6Sechsfachplatin · (84 Wo.)US | Erstveröffentlichung: 8. August 2000           |
| 2002 | Lucky Day MCA Records (UMG)                         | DE35 (19 Wo.)DE | AT20 (25 Wo.)AT | CH38 (25 Wo.)CH | UK54 (2 Wo.)UK | US24 Gold · (13 Wo.)US | Erstveröffentlichung: 29. Oktober 2002         |
| 2005 | Clothes Drop Geffen Records (UMG)                   | DE62 (1 Wo.)DE | AT61 (2 Wo.)AT | CH31 (4 Wo.)CH | — | US144 (1 Wo.)US | Erstveröffentlichung: 2. September 2005        |
| 2007 | Intoxication Big Yard Music (MoS)                   | — | — | CH95 (1 Wo.)CH | — | — | Erstveröffentlichung: 22. Oktober 2007         |
| 2011 | Shaggy & Friends Big Yard Music (MoS)               | — | — | — | — | — | Erstveröffentlichung: 19. Januar 2011          |
| 2011 | Summer in Kingston Ranch Entertainment (RE)         | — | — | — | — | US141 (1 Wo.)US | Erstveröffentlichung: 19. Juli 2011            |
| 2012 | Rise Ranch Entertainment (RE)                       | — | — | — | — | — | Erstveröffentlichung: 28. September 2012       |
| 2013 | Out of Many, One Music Ranch Entertainment (Empire) | — | — | — | — | — | Erstveröffentlichung: 24. September 2013       |
| 2018 | 44/876 A&M Records (UMG)                            | DE1 (23 Wo.)DE | AT6 (10 Wo.)AT | CH5 (18 Wo.)CH | UK9 (4 Wo.)UK | US40 (3 Wo.)US | Erstveröffentlichung: 20. April 2018 mit Sting |
| 2019 | Wah Gwaan?! Brooklyn Knights (UMG)                  | — | — | — | — | — | Erstveröffentlichung: 10. Mai 2019             |
| 2022 | Com Fly Wid Mi Selbstverlag                         | — | — | — | — | — | Erstveröffentlichung: 25. Mai 2022             |

### Kompilationen
| Jahr | Titel Musiklabel                                                                                 | Höchstplatzierung, Gesamtwochen, AuszeichnungChartplatzierungen (Jahr, Titel, Musiklabel, Platzierungen, Wochen, Auszeichnungen, Anmerkungen) | Höchstplatzierung, Gesamtwochen, AuszeichnungChartplatzierungen (Jahr, Titel, Musiklabel, Platzierungen, Wochen, Auszeichnungen, Anmerkungen) | Höchstplatzierung, Gesamtwochen, AuszeichnungChartplatzierungen (Jahr, Titel, Musiklabel, Platzierungen, Wochen, Auszeichnungen, Anmerkungen) | Höchstplatzierung, Gesamtwochen, AuszeichnungChartplatzierungen (Jahr, Titel, Musiklabel, Platzierungen, Wochen, Auszeichnungen, Anmerkungen) | Höchstplatzierung, Gesamtwochen, AuszeichnungChartplatzierungen (Jahr, Titel, Musiklabel, Platzierungen, Wochen, Auszeichnungen, Anmerkungen) | Anmerkungen                           |
| Jahr | Titel Musiklabel                                                                                 | DE | AT | CH | UK | US | Anmerkungen                           |
| ---- | ------------------------------------------------------------------------------------------------ | --- | --- | --- | --- | --- | ------------------------------------- |
| 2002 | Mr. Lover Lover – The Best of Shaggy…Part 1 auch bekannt als: The Essential Virgin Records (EMI) | — | AT72 (1 Wo.)AT | — | UK20 Silber · (6 Wo.)UK | — | Erstveröffentlichung: 29. Januar 2002 |
| 2003 | Boombastic Hits EMI Gold (EMI)                                                                   | — | — | — | — | — | Erstveröffentlichung: 2003            |
| 2008 | Best of Shaggy: The Boombastic Collection Geffen Records (UMG)                                   | — | AT30 (6 Wo.)AT | CH81 (1 Wo.)CH | UK22 Gold · (4 Wo.)UK | — | Erstveröffentlichung: 25. August 2008 |
| 2008 | The Best of Shaggy Virgin Records (EMI)                                                          | — | — | — | — | — | Erstveröffentlichung: 2008            |
| 2020 | Hot Shot 2020 Polydor (UMG)                                                                      | — | — | — | — | — | Erstveröffentlichung: 10. Juli 2020   |

### Remixalben
| Jahr | Titel Musiklabel                     | Höchstplatzierung, Gesamtwochen, AuszeichnungChartplatzierungen (Jahr, Titel, Musiklabel, Platzierungen, Wochen, Auszeichnungen, Anmerkungen) | Höchstplatzierung, Gesamtwochen, AuszeichnungChartplatzierungen (Jahr, Titel, Musiklabel, Platzierungen, Wochen, Auszeichnungen, Anmerkungen) | Höchstplatzierung, Gesamtwochen, AuszeichnungChartplatzierungen (Jahr, Titel, Musiklabel, Platzierungen, Wochen, Auszeichnungen, Anmerkungen) | Höchstplatzierung, Gesamtwochen, AuszeichnungChartplatzierungen (Jahr, Titel, Musiklabel, Platzierungen, Wochen, Auszeichnungen, Anmerkungen) | Höchstplatzierung, Gesamtwochen, AuszeichnungChartplatzierungen (Jahr, Titel, Musiklabel, Platzierungen, Wochen, Auszeichnungen, Anmerkungen) | Anmerkungen                     |
| Jahr | Titel Musiklabel                     | DE | AT | CH | UK | US | Anmerkungen                     |
| ---- | ------------------------------------ | --- | --- | --- | --- | --- | ------------------------------- |
| 2002 | Hot Shot: Ultramix MCA Records (UMG) | — | — | — | — | US168 (1 Wo.)US | Erstveröffentlichung: Juni 2002 |

### EPs
| Jahr | Titel Musiklabel          | Anmerkungen                        |
| ---- | ------------------------- | ---------------------------------- |
| 2023 | In the Mood VP Music (VP) | Erstveröffentlichung: 12. Mai 2023 |

### Weihnachtsalben
| Jahr | Titel Musiklabel                   | Anmerkungen                             |
| ---- | ---------------------------------- | --------------------------------------- |
| 2020 | Christmas in the Islands BMG (BMG) | Erstveröffentlichung: 20. November 2020 |

## Singles

### Als Leadmusiker
| Jahr | Titel Album                                                 | Höchstplatzierung, Gesamtwochen, AuszeichnungChartplatzierungen (Jahr, Titel, Album, Platzierungen, Wochen, Auszeichnungen, Anmerkungen) | Höchstplatzierung, Gesamtwochen, AuszeichnungChartplatzierungen (Jahr, Titel, Album, Platzierungen, Wochen, Auszeichnungen, Anmerkungen) | Höchstplatzierung, Gesamtwochen, AuszeichnungChartplatzierungen (Jahr, Titel, Album, Platzierungen, Wochen, Auszeichnungen, Anmerkungen) | Höchstplatzierung, Gesamtwochen, AuszeichnungChartplatzierungen (Jahr, Titel, Album, Platzierungen, Wochen, Auszeichnungen, Anmerkungen) | Höchstplatzierung, Gesamtwochen, AuszeichnungChartplatzierungen (Jahr, Titel, Album, Platzierungen, Wochen, Auszeichnungen, Anmerkungen) | Anmerkungen                                                                                 | [↑]: gemeinsam behandelt mit vorhergehendem Eintrag; [←]: in beiden Charts platziert |
| Jahr | Titel Album                                                 | DE | AT | CH | UK | US | Anmerkungen                                                                                 |                                                                                      |
| ---- | ----------------------------------------------------------- | --- | --- | --- | --- | --- | ------------------------------------------------------------------------------------------- | ------------------------------------------------------------------------------------ |
| 1992 | Big Up Pure Pleasure                                        | — | — | — | — | — | Erstveröffentlichung: 1992 mit Rayvon                                                       |                                                                                      |
| 1993 | Oh Carolina Pure Pleasure                                   | DE3 Gold · (24 Wo.)DE | AT2 (18 Wo.)AT | CH3 (19 Wo.)CH | UK1 Gold · (19 Wo.)UK | US59 (17 Wo.)US | Erstveröffentlichung: 22. März 1993                                                         |                                                                                      |
| 1993 | Soon Be Done Pure Pleasure                                  | — | — | — | UK46 (3 Wo.)UK | — | Erstveröffentlichung: 25. Juni 1993                                                         |                                                                                      |
| 1993 | Nice and Lovely Pure Pleasure                               | — | — | — | — | — | Erstveröffentlichung: 1993                                                                  |                                                                                      |
| 1995 | In the Summertime Boombastic                                | DE60 (11 Wo.)DE | AT35 (3 Wo.)AT | — | UK5 Silber · (9 Wo.)UK | US3 Platin · (29 Wo.)US | Erstveröffentlichung: 23. Mai 1995 feat. Rayvon                                             |                                                                                      |
| 1995 | Boombastic                                                  | DE2 Gold · (23 Wo.)DE | AT2 Gold · (16 Wo.)AT | CH3 (24 Wo.)CH | UK1 Platin · (17 Wo.)UK[US: ↑] | US3 Platin · (29 Wo.)US | Erstveröffentlichung: 5. Juni 1995                                                          |                                                                                      |
| 1996 | Something Different / The Train is Coming Boombastic        | — | — | — | UK21 (5 Wo.)UK | — | Erstveröffentlichung: 1996 feat. Wayne Wonder / feat. Ken Boothe                            |                                                                                      |
| 1996 | Why You Treat Me so Bad Boombastic                          | — | — | — | UK11 (5 Wo.)UK | — | Erstveröffentlichung: 31. März 1996 feat. Grand Puba                                        |                                                                                      |
| 1997 | Piece of My Heart Midnite Lover                             | — | — | — | UK7 (6 Wo.)UK | US72 (10 Wo.)US | Erstveröffentlichung: 7. Juli 1997 feat. Marsha                                             |                                                                                      |
| 1997 | My Dream Midnite Lover                                      | — | — | — | — | — | Erstveröffentlichung: 1997                                                                  |                                                                                      |
| 1998 | Luv Me, Luv Me Stellas Groove (Soundtrack)                  | — | — | — | — | US76 (17 Wo.)US | Erstveröffentlichung: 25. Juli 1998 feat. Janet Jackson                                     |                                                                                      |
| 2000 | It Wasn’t Me Hot Shot                                       | DE4 Platin · (17 Wo.)DE | AT3 Gold · (20 Wo.)AT | CH2 Gold · (31 Wo.)CH | UK1 ×4Vierfachplatin · (33 Wo.)UK | US1 (25 Wo.)US | Erstveröffentlichung: 7. November 2000 feat. Rikrok                                         |                                                                                      |
| 2001 | Angel Hot Shot                                              | DE1 Platin · (17 Wo.)DE | AT1 Platin · (22 Wo.)AT | CH1 Platin · (31 Wo.)CH | UK1 Platin · (18 Wo.)UK | US1 (28 Wo.)US | Erstveröffentlichung: 9. Januar 2001 feat. Rayvon                                           |                                                                                      |
| 2001 | Luv Me, Luv Me Hot Shot                                     | DE36 (7 Wo.)DE | AT23 (13 Wo.)AT | CH13 (14 Wo.)CH | UK5 (11 Wo.)UK | — | Erstveröffentlichung: 31. Mai 2001 feat. Samantha Cole                                      |                                                                                      |
| 2001 | Hope Hot Shot                                               | DE52 (9 Wo.)DE | AT3 (21 Wo.)AT | CH40 (21 Wo.)CH | UK19 (13 Wo.)UK | — | Erstveröffentlichung: 19. November 2001                                                     |                                                                                      |
| 2001 | Dance & Shout Hot Shot[DE: ↑][AT: ↑]                        | DE52 (9 Wo.)DE | AT3 (21 Wo.)AT | CH75 (3 Wo.)CH[UK: ↑] | UK19 (13 Wo.)UK | — | Erstveröffentlichung: 19. November 2001                                                     |                                                                                      |
| 2002 | Me Julie Ali G in da House (OST)                            | DE12 (10 Wo.)DE | AT11 (12 Wo.)AT | CH33 (11 Wo.)CH | UK2 Silber · (14 Wo.)UK | — | Erstveröffentlichung: 11. März 2002 mit Ali G                                               |                                                                                      |
| 2002 | Hey Sexy Lady Lucky Day                                     | DE10 (18 Wo.)DE | AT9 (20 Wo.)AT | CH18 (30 Wo.)CH | UK10 (8 Wo.)UK | — | Erstveröffentlichung: 21. Oktober 2002 feat. Brian & Tony Gold                              |                                                                                      |
| 2003 | Strength of a Woman Lucky Day                               | DE23 (12 Wo.)DE | AT14 (19 Wo.)AT | CH26 (18 Wo.)CH | — | — | Erstveröffentlichung: Februar 2003                                                          |                                                                                      |
| 2003 | Get My Party On Lucky Day                                   | DE20 (12 Wo.)DE | AT26 (12 Wo.)AT | CH33 (7 Wo.)CH | — | — | Erstveröffentlichung: Juli 2003 feat. Chaka Khan                                            |                                                                                      |
| 2005 | Wild 2nite Clothes Drop                                     | DE40 (9 Wo.)DE | — | CH26 (11 Wo.)CH | UK61 (2 Wo.)UK | — | Erstveröffentlichung: 5. September 2005 feat. Olivia                                        |                                                                                      |
| 2005 | Ultimatum Clothes Drop                                      | — | — | CH66 (3 Wo.)CH | UK76 (1 Wo.)UK | — | Erstveröffentlichung: 9. Dezember 2005 feat. Na’sha                                         |                                                                                      |
| 2007 | Church Heathen Intoxication                                 | — | — | — | — | — | Erstveröffentlichung: 29. Mai 2007                                                          |                                                                                      |
| 2008 | Like a Superstar Intoxication                               | DE100 (1 Wo.)DE | — | CH52 (9 Wo.)CH | — | — | Erstveröffentlichung: 4. Januar 2008 feat. Trix & Flix                                      |                                                                                      |
| 2008 | Bonafide Girl Intoxication                                  | DE71 (3 Wo.)DE | — | — | — | — | Erstveröffentlichung: 11. März 2008 feat. Rikrok                                            |                                                                                      |
| 2008 | Feel the Rush Intoxication                                  | DE1 (19 Wo.)DE | AT2 (21 Wo.)AT | CH6 (18 Wo.)CH | — | — | Erstveröffentlichung: 23. Mai 2008 feat. Trix & Flix                                        |                                                                                      |
| 2008 | What’s Love Intoxication                                    | DE52 (3 Wo.)DE | — | — | — | — | Erstveröffentlichung: 14. November 2008 feat. Akon                                          |                                                                                      |
| 2009 | Save a Life –                                               | — | — | — | — | — | Erstveröffentlichung: 8. Mai 2009 feat. Various Artists                                     |                                                                                      |
| 2009 | Fly High Rise                                               | DE43 (10 Wo.)DE | AT22 Platin · (13 Wo.)AT | CH53 (6 Wo.)CH | — | — | Erstveröffentlichung: 5. Juni 2009 feat. Gary „Nesta“ Pine                                  |                                                                                      |
| 2010 | Girl’s File –                                               | — | — | — | — | — | Erstveröffentlichung: 21. Dezember 2010                                                     |                                                                                      |
| 2011 | Dame Rise                                                   | — | — | — | — | — | Erstveröffentlichung: 20. Juni 2011 feat. Kat DeLuna                                        |                                                                                      |
| 2011 | Girlz Dem Luv We –                                          | — | — | — | — | — | Erstveröffentlichung: 20. September 2011 mit mit Mavado                                     |                                                                                      |
| 2011 | Jamaican Drummer Boy –                                      | — | — | — | — | — | Erstveröffentlichung: 18. Dezember 2011                                                     |                                                                                      |
| 2012 | Wedding Song –                                              | — | — | — | — | — | Erstveröffentlichung: 1. Februar 2012 mit Rayvon                                            |                                                                                      |
| 2012 | Falling in Love –                                           | — | — | — | — | — | Erstveröffentlichung: 24. Juli 2012 mit Di Genius                                           |                                                                                      |
| 2012 | Girls Just Wanna Have Fun Rise                              | DE29 (7 Wo.)DE | AT47 (4 Wo.)AT | — | — | — | Erstveröffentlichung: 10. August 2012 feat. Eve                                             |                                                                                      |
| 2013 | Fight This Feeling Out of Many, One Music                   | — | — | — | — | — | Erstveröffentlichung: 14. Mai 2013 feat. Beres Hammond                                      |                                                                                      |
| 2013 | You Girl Out of Many, One Music                             | — | — | — | — | — | Erstveröffentlichung: 20. August 2013 feat. Ne-Yo                                           |                                                                                      |
| 2013 | Life of the Party –                                         | — | — | — | — | — | Erstveröffentlichung: 1. November 2013 feat. RSNY                                           |                                                                                      |
| 2014 | Lovin’ You –                                                | — | — | — | — | — | Erstveröffentlichung: 8. April 2014 feat. Matthew Schuler                                   |                                                                                      |
| 2014 | With You –                                                  | — | — | — | — | — | Erstveröffentlichung: 8. September 2014 mit Sanchez                                         |                                                                                      |
| 2014 | If U Slip U Slide Out of Many, One Music                    | — | — | — | — | — | Erstveröffentlichung: 12. September 2014 feat. Melissa Musique                              |                                                                                      |
| 2014 | Worl Starr –                                                | — | — | — | — | — | Erstveröffentlichung: 12. November 2014 mit RSNY, Kranium, GC & Stori                       |                                                                                      |
| 2014 | I Need Your Love –                                          | DE91 (2 Wo.)DE | AT75 (1 Wo.)AT | — | UK36 Silber · (9 Wo.)UK | US66 Gold · (8 Wo.)US | Erstveröffentlichung: 22. Dezember 2014 feat. Mohombi, Faydee & Costi                       |                                                                                      |
| 2015 | Go Fuck Yourself (GFY) –                                    | — | — | — | — | — | Erstveröffentlichung: 24. April 2015                                                        |                                                                                      |
| 2015 | For Your Eyez Only –                                        | — | — | — | — | — | Erstveröffentlichung: 21. Juli 2015 mit Alaine Laughton                                     |                                                                                      |
| 2015 | Boom Boom –                                                 | — | — | — | — | — | Erstveröffentlichung: 31. Juli 2015                                                         |                                                                                      |
| 2015 | Only Love –                                                 | — | — | — | — | — | Erstveröffentlichung: 11. Dezember 2015 feat. Pitbull & Gene Noble                          |                                                                                      |
| 2016 | I Got You –                                                 | — | — | — | — | — | Erstveröffentlichung: 17. Juni 2016 feat. Jovi Rockwell                                     |                                                                                      |
| 2016 | That Love –                                                 | — | — | — | — | — | Erstveröffentlichung: 5. August 2016                                                        |                                                                                      |
| 2016 | Da Bar –                                                    | — | — | — | — | — | Erstveröffentlichung: 2. September 2016 mit Baby G. & Young Pow                             |                                                                                      |
| 2017 | Seasons –                                                   | — | — | — | — | — | Erstveröffentlichung: 17. Februar 2017 feat. Omi                                            |                                                                                      |
| 2017 | Your Time –                                                 | — | — | — | — | — | Erstveröffentlichung: 9. Juni 2017                                                          |                                                                                      |
| 2017 | Promises –                                                  | — | — | — | — | — | Erstveröffentlichung: 14. Juli 2017 feat. Romain Virgo                                      |                                                                                      |
| 2018 | Don’t Make Me Wait 44/876                                   | — | — | — | — | — | Erstveröffentlichung: 26. Januar 2018 mit Sting                                             |                                                                                      |
| 2018 | The Officer –                                               | — | — | — | — | — | Erstveröffentlichung: 23. Februar 2018 Sidney Samson & Shaggy feat. Bobso Architect & Hosai |                                                                                      |
| 2018 | Morning Is Coming 44/876                                    | — | — | — | — | — | Erstveröffentlichung: 16. März 2018 mit Sting                                               |                                                                                      |
| 2018 | Why –                                                       | — | — | — | — | — | Erstveröffentlichung: 16. März 2018 mit Massari                                             |                                                                                      |
| 2018 | Waiting for the Break of Day 44/876 (Deluxe)                | — | — | — | — | — | Erstveröffentlichung: 13. April 2018 mit Sting                                              |                                                                                      |
| 2018 | Gotta Get Back My Baby –                                    | — | — | — | — | — | Erstveröffentlichung: 28. September 2018 mit Sting feat. Maître Gims                        |                                                                                      |
| 2018 | Use Me Wah Gwaan?!                                          | — | — | — | — | — | Erstveröffentlichung: 21. November 2018                                                     |                                                                                      |
| 2018 | Skank Up (Oh Lawd) –                                        | — | — | — | — | — | Erstveröffentlichung: 23. November 2018 mit Sting & Ding Dong                               |                                                                                      |
| 2018 | Party Every Night –                                         | — | — | — | — | — | Erstveröffentlichung: 30. November 2018                                                     |                                                                                      |
| 2019 | Just One Lifetime 44/876                                    | — | — | — | — | — | Erstveröffentlichung: 1. März 2019 mit Sting                                                |                                                                                      |
| 2019 | You Wah Gwaan?!                                             | — | — | — | — | — | Erstveröffentlichung: 29. März 2019 feat. Alexander Stewart                                 |                                                                                      |
| 2019 | Money Up Wah Gwaan?!                                        | — | — | — | — | — | Erstveröffentlichung: 10. April 2019 feat. Noah Powa                                        |                                                                                      |
| 2019 | Christmas with Friends –                                    | — | — | — | — | — | Erstveröffentlichung: 22. November 2019 mit Gene Noble                                      |                                                                                      |
| 2019 | Silent Night (Christmas Is Coming) Christmas in the Islands | — | — | — | — | — | Erstveröffentlichung: 22. November 2019 feat. Sting                                         |                                                                                      |
| 2020 | It Wasn’t Me (Hot Shot 2020) Hot Shot 2020                  | — | — | — | — | — | Erstveröffentlichung: 10. April 2020 feat. Rayvon                                           |                                                                                      |
| 2020 | Caribbean Plans (Loin de tout) –                            | — | — | — | — | — | Erstveröffentlichung: 30. Oktober 2020 feat. Poupie                                         |                                                                                      |
| 2021 | Early in the Morning –                                      | — | — | — | — | — | Erstveröffentlichung: 30. April 2021 mit Kris Kross Amsterdam & Conor Maynard               |                                                                                      |
| 2023 | Mood –                                                      | — | — | — | — | — | Erstveröffentlichung: 13. Januar 2023 feat. Kes                                             |                                                                                      |
| 2025 | Til a Mawnin –                                              | — | — | — | — | — | Erstveröffentlichung: 27. Februar 2025 feat. Sting                                          |                                                                                      |
| 2025 | High –                                                      | — | — | — | — | — | Erstveröffentlichung: 10. April 2025 mit Contantin & Lavbbe                                 |                                                                                      |

### Als Gastmusiker
| Jahr | Titel Album                          | Höchstplatzierung, Gesamtwochen, AuszeichnungChartplatzierungen (Jahr, Titel, Album, Platzierungen, Wochen, Auszeichnungen, Anmerkungen) | Höchstplatzierung, Gesamtwochen, AuszeichnungChartplatzierungen (Jahr, Titel, Album, Platzierungen, Wochen, Auszeichnungen, Anmerkungen) | Höchstplatzierung, Gesamtwochen, AuszeichnungChartplatzierungen (Jahr, Titel, Album, Platzierungen, Wochen, Auszeichnungen, Anmerkungen) | Höchstplatzierung, Gesamtwochen, AuszeichnungChartplatzierungen (Jahr, Titel, Album, Platzierungen, Wochen, Auszeichnungen, Anmerkungen) | Höchstplatzierung, Gesamtwochen, AuszeichnungChartplatzierungen (Jahr, Titel, Album, Platzierungen, Wochen, Auszeichnungen, Anmerkungen) | Anmerkungen                                                                                   |
| Jahr | Titel Album                          | DE | AT | CH | UK | US | Anmerkungen                                                                                   |
| ---- | ------------------------------------ | --- | --- | --- | --- | --- | --------------------------------------------------------------------------------------------- |
| 1996 | That Girl Man with the Fun           | DE52 (16 Wo.)DE | AT29 (3 Wo.)AT | CH29 (14 Wo.)CH | UK15 (7 Wo.)UK | US20 (20 Wo.)US | Erstveröffentlichung: 7. Juni 1996 Maxi Priest feat. Shaggy                                   |
| 1998 | Toro Toro Charge                     | — | — | — | UK92 (1 Wo.)UK | — | Erstveröffentlichung: Oktober 1998 Machel Montano feat. Shaggy                                |
| 2000 | Sexy Girl –                          | — | — | — | — | — | Erstveröffentlichung: Dezember 1998 Eric Singleton vs. Shaggy                                 |
| 2000 | I Got You Babe –                     | — | — | — | — | — | Erstveröffentlichung: Dezember 1998 Merril Bainbridge feat. Shaggy                            |
| 2001 | Boombastic Clubfiles The Album       | DE27 (8 Wo.)DE | — | — | — | — | Erstveröffentlichung: 31. August 2001 DJ Quicksilver meets Shaggy                             |
| 2001 | Christmas in Jamaica –               | — | — | — | — | — | Erstveröffentlichung: 2001 Toni Braxton feat. Shaggy                                          |
| 2002 | Gebt das Hanf frei! TV total, Vol. 3 | DE4 (9 Wo.)DE | AT13 (9 Wo.)AT | CH40 (6 Wo.)CH | — | — | Erstveröffentlichung: 25. November 2002 Stefan Raab feat. Shaggy                              |
| 2004 | Your Eyes –                          | — | — | — | UK57 (2 Wo.)UK | — | Erstveröffentlichung: Juni 2004 Rikrok feat. Shaggy                                           |
| 2008 | Feel Like Makin’ Love –              | — | — | — | — | — | Erstveröffentlichung: 2007 Lumidee feat. Shaggy                                               |
| 2008 | Donya –                              | — | — | — | — | — | Erstveröffentlichung: 2008 Arash feat. Shaggy                                                 |
| 2010 | Rise Again –                         | — | — | — | — | — | Erstveröffentlichung: 1. Februar 2010 Various Artists                                         |
| 2010 | I Wanna Made in Jamaica              | DE87 (1 Wo.)DE | — | CH46 (1 Wo.)CH | — | — | Erstveröffentlichung: 26. April 2010 Bob Sinclar feat. Sahara, Shaggy & Costi                 |
| 2010 | Under the Sun –                      | — | — | — | — | — | Erstveröffentlichung: 15. Juni 2010 Ida Corr feat. Shaggy                                     |
| 2010 | Two Places The Life I ive(d)         | — | — | — | — | — | Erstveröffentlichung: 10. Oktober 2010 Hezron feat. Shaggy                                    |
| 2011 | She’s a Lady –                       | — | — | — | — | — | Erstveröffentlichung: 21. Juni 2011 Ali Campbell feat. Shaggy                                 |
| 2011 | Cheap & Clean –                      | — | — | — | — | — | Erstveröffentlichung: 21. Juni 2011 Khago & Red Fox feat. Shaggy                              |
| 2011 | Champagne –                          | — | — | — | — | — | Erstveröffentlichung: 1. Juli 2011 Sahara feat. Shaggy                                        |
| 2011 | Murderer –                           | — | — | — | — | — | Erstveröffentlichung: 11. Oktober 2011 Barrington Levy, Wyclef Jean & Snoop Dogg feat. Shaggy |
| 2012 | WorldCitizen –                       | — | — | — | — | — | Erstveröffentlichung: 4. Mai 2012 Jahcoustix feat. Shaggy                                     |
| 2012 | Football Is My Life Ego State LIII4  | — | — | — | — | — | Erstveröffentlichung: 4. Mai 2012 Leo Aberer feat. Shaggy                                     |
| 2012 | Lengua Bela y sus moskitas muertas   | — | — | — | — | — | Erstveröffentlichung: 14. Mai 2012 Beatriz Luengo & Toy Selectah feat. Shaggy                 |
| 2015 | Bailame Dangerous                    | — | — | — | — | US— Gold (Latin)US | Erstveröffentlichung: 31. Juli 2015 Yandel feat. Shaggy & Alex Sensation                      |
| 2015 | Sunset Visionary                     | — | — | — | — | US— ×4Vierfachplatin (Latin)US | Erstveröffentlichung: 23. Oktober 2015 Farruko feat. Shaggy & Nicky Jam                       |
| 2015 | Passion –                            | — | — | — | — | — | Erstveröffentlichung: 12. Dezember 2015 Andrea, Otilia & Costi feat. Shaggy                   |
| 2016 | Good for You –                       | — | — | — | — | — | Erstveröffentlichung: 20. Mai 2016 Mastiksoul feat. Shaggy & Danny Shah                       |
| 2016 | Don’t You Need Somebody –            | — | — | CH19 Gold · (17 Wo.)CH | — | — | Erstveröffentlichung: 20. Mai 2016 RedOne feat. Enrique Iglesias, R. City, Serayah & Shaggy   |
| 2016 | Let Me Love You –                    | — | — | — | — | — | Erstveröffentlichung: 6. Juni 2016 DJ Rebel & Mohombi feat. Shaggy                            |
| 2017 | Say No More –                        | — | — | — | — | — | Erstveröffentlichung: 20. Januar 2017 Didi feat. Shaggy                                       |
| 2017 | High –                               | — | — | — | — | — | Erstveröffentlichung: 13. April 2017 Eva Shaw & Demarco feat. Shaggy                          |
| 2017 | Firestarter –                        | — | — | — | — | — | Erstveröffentlichung: 28. Juli 2017 Fedde Le Grand & Ida Corr feat. Shaggy                    |
| 2019 | Banana –                             | DE72 (7 Wo.)DE | AT67 (5 Wo.)AT | CH61 (8 Wo.)CH | — | — | Erstveröffentlichung: 16. August 2019 Conkarah feat. Shaggy                                   |
| 2020 | One World, One Prayer –              | — | — | — | — | — | Erstveröffentlichung: 22. Mai 2020 als Teil von The Wailers                                   |
| 2021 | Good Time –                          | — | — | — | — | — | Erstveröffentlichung: 29. Januar 2021 Niko Moon feat. Shaggy                                  |
| 2021 | Go Down Deh 10                       | — | — | — | — | — | Erstveröffentlichung: 30. April 2021 Spice feat. Shaggy & Sean Paul                           |
| 2025 | Rebellion –                          | — | — | — | — | — | Erstveröffentlichung: 14. Februar 2025 R3hab feat. Michael Patrick Kelly & Shaggy             |

## Videoalben
- 2007: Live at Chiemsee Reggae Summer

## Promoveröffentlichungen
Promo-Singles
- 2001: Freaky Girl
- 2008: Don’t Wanna Fight (Qwote feat. Shaggy)
- 2013: Keep Cool (mit Major Lazer & Wynter Gordon)

## Sonderveröffentlichungen
Gastbeiträge
| - 1996: Waste of Time (mit Cutty Ranks) - 1998: Reggae Party (mit Bounty Killer & Third World) - 2001: Ghetto Child (mit Joe) - 2001: Innosense (mit Darwin’s Waiting Room) - 2003: Hot (mit Play) - 2004: Bam Bam (mit Toots & The Maytals & Rahzel) - 2005: All Through the Night (mit Cyndi Lauper) - 2006: Famous (mit Ai & Yalın) - 2006: Rain (mit Heather Headley) - 2007: Gangster (mit The Big Yard Crew) - 2007: The Game of Love and Unity (mit Fay-Ann Lyons) - 2007: The Way We Roll (Remix) (mit Elephant Man & Busta Rhymes) - 2008: Wining Season (mit Machel Montano) - 2009: Vibes (mit Queen Ifrica) - 2009: Sunglasses (Bruckup feat. Shaggy) - 2010: Target (Lecca feat. Shaggy) - 2010: So Hot (mit Honorebel) - 2010: Never Let Me Go (mit Tessanne Chin) - 2011: Wave (mit Ricky Blaze) - 2011: Only You (mit Barrington Levy) - 2011: Smile (Tamer Hosny feat. Shaggy) - 2011: Vas-y molo (Magic System, Kore and Mohamed Allaoua feat. Shaggy) - 2012: So in Love (mit Gary Pine) - 2012: Sweet Jamaica (mit Mr. Vegas & Josey Wales) - 2013: Like to Party (mit Bizerk) - 2013: Sexy Swag (mit Gabry Ponte) - 2013: I Wanna Hurt You (mit Robert „Dubwise“ Browne) - 2014: Warn Dem (mit Gentleman) - 2014: Choose Me (mit Jimmy Cozier) - 2014: Feel So Good (mit Kevin Lyttle) - 2014: Overrated (mit Ricky Blaze & Kranium) - 2014: Waiting in Vain (Remix) (mit Bonnot & Res) - 2015: Touch Down (mit Iakopo) | - 2015: Make My Day (mit Laza Morgan) - 2015: Casual Love (mit Jordin Sparks) - 2015: Unforgettable (mit Charlie Wilson) - 2015: Don’t Stop (mit Silly Walks Discotheque) - 2015: Keep On Jammin (mit Morgan Heritage) - 2015: Black and White (mit Kylie Minogue & Fernando Garibay) - 2016: Put It On (mit Prostyle) - 2016: Belleh (Remix) (mit Sanjay) - 2016: So Strong (mit Stephen Marley) - 2016: Reggae Dancer (mit Kreesha Turner & Costi) - 2017: Ganja (mit Bugle) - 2017: Live It Up (mit G.C.) - 2017: Loud (mit Shane Hoosong) - 2017: Up Up Up (mit Heavy Roots) - 2017: Lumbra (mit Cali y El Dandee) - 2017: Explore You (mit Uno & Kavon) - 2017: Show Me da Way (mit Lisa Viola) - 2017: Don’t Say a Word (mit Sam Feldt) - 2017: Así (mit Ruben and Gabriel Rodriguez) - 2017: Own the Night (mit Nicola Fasano & Honorebel) - 2018: Body Happy (mit Konshens) - 2018: You Know I Know (mit Olly Murs) - 2018: Shaggy’s Party (mit RoleModels & Marvin Kuijs) - 2018: Our Future (mit Leroy Styles & Tony „CD“ Kelly) - 2018: Tu pum pum (mit Karol G, El Capitaan & Sekuence) - 2018: Bromance 2k18 (mit Marc Mysterio) - 2019: Endless Summer 2k19 (mit Oceana & Dhany) - 2019: Stuckie Teacher (mit QQ) - 2019: Bella vita (mit Arianna) - 2019: I’m Alright (mit Maxi Priest) - 2019: Pretty in Pink (mit Barrington Levy & Capleton) - 2019: Anything You Want (mit Maxi Priest, Estelle & Anthony Hamilton) |

## Statistik

### Chartauswertung
|                     | DE    | AT    | CH    | UK    | US    |
| ------------------- | ----- | ----- | ----- | ----- | ----- |
| Nummer-eins-Alben   | DE2DE | AT—AT | CH—CH | UK1UK | US1US |
| Top-10-Alben        | DE2DE | AT2AT | CH2CH | UK2UK | US1US |
| Alben in den Charts | DE6DE | AT8AT | CH8CH | UK7UK | US7US |

|                       | DE     | AT     | CH     | UK     | US    |
| --------------------- | ------ | ------ | ------ | ------ | ----- |
| Nummer-eins-Singles   | DE2DE  | AT1AT  | CH1CH  | UK4UK  | US2US |
| Top-10-Singles        | DE7DE  | AT7AT  | CH5CH  | UK9UK  | US3US |
| Singles in den Charts | DE24DE | AT18AT | CH21CH | UK19UK | US8US |

### Auszeichnungen für Musikverkäufe
| Land/RegionAuszeichnungen für Musikverkäufe (Land/Region, Auszeichnungen, Verkäufe, Quellen) | Silber     | Gold       | Platin         | Verkäufe    | Quellen                                                     |
| -------------------------------------------------------------------------------------------- | ---------- | ---------- | -------------- | ----------- | ----------------------------------------------------------- |
| Australien (ARIA)                                                                            | —          | 4× Gold4   | 16× Platin16   | 1.260.000   | aria.com.au                                                 |
| Belgien (BRMA)                                                                               | —          | 4× Gold4   | 2× Platin2     | 185.000     | ultratop.be                                                 |
| Brasilien (PMB)                                                                              | —          | Gold1      | 4× Platin4     | 260.000     | pro-musicabr.org.br                                         |
| Dänemark (IFPI)                                                                              | —          | 2× Gold2   | 4× Platin4     | 290.000     | ifpi.dk                                                     |
| Deutschland (BVMI)                                                                           | —          | 2× Gold2   | 4× Platin4     | 2.400.000   | musikindustrie.de                                           |
| Europa (IFPI)                                                                                | —          | —          | 2× Platin2     | (2.000.000) | ifpi.org (Memento vom 15. Oktober 2013 im Internet Archive) |
| Frankreich (SNEP)                                                                            | 2× Silber2 | 5× Gold5   | Platin1        | 1.166.666   | infodisc.fr snepmusique.com                                 |
| Irland (IRMA)                                                                                | —          | —          | 2× Platin2     | 30.000      | Einzelnachweise                                             |
| Italien (FIMI)                                                                               | —          | 3× Gold3   | Platin1        | 135.000     | fimi.it                                                     |
| Kanada (MC)                                                                                  | —          | 3× Gold3   | 18× Platin18   | 1.625.000   | musiccanada.com                                             |
| Mexiko (AMPROFON)                                                                            | —          | Gold1      | Platin1        | 135.000     | amprofon.com.mx                                             |
| Neuseeland (RMNZ)                                                                            | —          | 5× Gold5   | 17× Platin17   | 430.000     | aotearoamusiccharts.co.nz NZ2                               |
| Niederlande (NVPI)                                                                           | —          | Gold1      | 3× Platin3     | 240.000     | nvpi.nl                                                     |
| Norwegen (IFPI)                                                                              | —          | 2× Gold2   | 3× Platin3     | 110.000     | ifpi.no NO2                                                 |
| Österreich (IFPI)                                                                            | —          | 3× Gold3   | 2× Platin2     | 140.000     | ifpi.at                                                     |
| Polen (ZPAV)                                                                                 | —          | 3× Gold3   | 2× Platin2     | 160.000     | olis.pl                                                     |
| Portugal (AFP)                                                                               | —          | —          | Platin1        | 10.000      | Einzelnachweise                                             |
| Schweden (IFPI)                                                                              | —          | 3× Gold3   | 7× Platin7     | 380.000     | sverigetopplistan.se                                        |
| Schweiz (IFPI)                                                                               | —          | 2× Gold2   | 2× Platin2     | 110.000     | hitparade.ch                                                |
| Spanien (Promusicae)                                                                         | —          | 3× Gold3   | 3× Platin3     | 210.000     | elportaldemusica.es                                         |
| Vereinigte Staaten (RIAA)                                                                    | —          | 4× Gold4   | 16× Platin16   | 12.360.000  | riaa.com                                                    |
| Vereinigtes Königreich (BPI)                                                                 | 5× Silber5 | 2× Gold2   | 11× Platin11   | 6.934.000   | bpi.co.uk                                                   |
| Insgesamt                                                                                    | 7× Silber7 | 53× Gold53 | 122× Platin122 |             |                                                             |